# 不可觀測性
不可觀測性（英語：unobservability），是一種物理特性。人類不可直接觀測其存在、本質、特性、質地，或交互作用的事物就稱為不可觀測的事物。在科學哲學中，不可觀測的事物的典型例子包括：原子粒子、引力、因果關係、信念和欲望...等。不過，有些哲學家（例如：喬治·貝克萊）把所有客體——樹林、桌子、別人的想法、小至微生物程度的事物以及其他等等人類視之為引發認知的東西，全都理解為「不可觀測的」。
不可從觀測發現一個科學理論曾毫不含糊地提到的東西，這情況跟伊曼努爾·康德所指出的本體-其稱作物自體。（即一事物是存在的，不過它未有通過我們的感官機能和思想而成為被認知的事物，其存在不涉及他人、自然而然、而且其狀態不可能為任何人所知）與現象（已被認知的事物）間的分別十分相似。據康德所說，人類不可能知道本體；人類所能夠知道的就只有現象。康德所定的這種區分跟約翰·洛克對主要性質和次要性質的區分相似。次要性質就是人類對一件事物的理解，好像紅色、叫聲、熱、發霉或者甜等等；而主要性質就是一件物件引發人類剛才那些感觀認知的實際性質。
不可觀測的事物的存在性和認識性問題是科學哲學的重要議題。科學現實主義認為這類在論理中提到但不可從觀測中發現的事物是存在的；相反，工具主義認為諸如原子之類不可觀測的事物可以是有用的科學模型(參見:模型)，但不一定實際存在。
Metcalf將不可觀測的事物分為三種：
1. 邏輯上不可觀測的事物，它涉及矛盾，例如：一個比特定長度更長且更短的長度。
2. 操作上不可觀察的事物，它其實可由人類既有的感官能力所感知，但由於操作上的困難使人類未可觀測到它。
3. 物理上不可觀測的事物，它永遠不可由人類既有的感官所觀測到。

維特根斯坦在邏輯哲學論第5.633道命題中提出觀測者自己的眼睛也是不可觀測的事物。